# Friedrich Jonae
Friedrich Jonae, selten mit Adelsprädikat: Friedrich von Jona († 16. Oktober 1753 in Neisse, Fürstentum Neisse) war ein preußischer Oberstleutnant und Chef der schlesischen Artillerie.

## Leben
Jonae trat im Jahr 1712 in die Artillerie der Preußischen Armee ein. Einerseits wurde er bereits 1730 als Sous-Leutnant in der Rangliste der 4. Garnison-Kompanie gelistet, andererseits soll er erst 1731 zum Sekonde- sowie 1739 zum Premierleutnant avancierte sein. Er setzte eine Laufbahn fort und stieg 1741 zum Stabskapitän sowie 1742 zum Premierkapitän auf. Bis dahin führte er das Kommando der 6. Kompanie in Breslau, erhielt aber mit seiner Beförderung zum wirklichen Kapitän die Kommandeursstelle der 7. Kompanie in Neiße. 1748 erhielt er seine Beförderung zum Major und wurde nach dem Tod von Oberstleutnant Pannewitz im selben Jahr dessen Nachfolger als Kommandeur der gesamten schlesischen Artillerie, bei gleichzeitiger nochmaliger Beförderung zum Oberstleutnant.